# Robert Miles (Musiker)

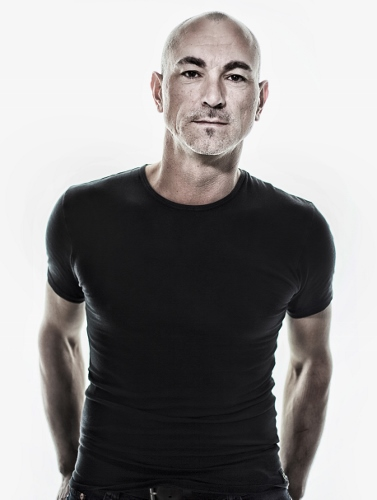
Robert Miles (2014)

Robert Miles [ˈɹɒbət maɪlz], bürgerlich Roberto Concina, (* 3. November 1969 in Fleurier, Kanton Neuenburg, Schweiz; † 9. Mai 2017 auf Ibiza, Spanien) war ein italienischer Pop- und Dreamhouse-Musiker. Er ist vor allem für die Singles Children und One and One bekannt.

## Leben
Roberto Concina wurde 1969 in der Schweiz als Sohn italienischer Eltern geboren (sein Vater war beim Militär), die mit ihm 1979 wieder zurück nach Italien zogen. In Fagagna begann er mit Klavier und Mischpult erste musikalische Erfahrungen zu sammeln. Mit 17 Jahren brach er die Schule ab und arbeitete als DJ. Concina entwickelte dann seine eigene Musik, die er im Tonstudio am Computer zusammenstellte. Ende der 1980er-Jahre trat er in Diskotheken in der Gegend von Venedig mit Hardcore-Trance als Robert Milani auf.
Mit seiner Debüt-Single Children, nun als Robert Miles, schaffte es der Musiker 1996 hoch in die Charts mehrerer Länder und wurde fünf-millionenfach verkauft. In Deutschland, Österreich und der Schweiz kam das Instrumentalstück bis auf Platz eins. In der Folge nahm ein BMG-Sublabel Miles unter Vertrag. Auch die nachfolgenden Singles Fable und One and One verkauften sich gut, außerdem veröffentlichte er das erste Album Dreamland. 1997 wurde er mehrfach ausgezeichnet, nicht zuletzt mit einem Brit Award als bester internationaler Newcomer und einem World Music Award als erfolgreichster männlicher Newcomer des Jahres.
Nach seinem Umzug nach London brachte er 1997 sein zweites Album 23am heraus. Die Singleauskopplung daraus war Freedom. Miles konnte damit nicht an den Anfangserfolg anschließen, auch weil er selbst kaum Promo-Auftritte machte, und brach daraufhin mit seiner Plattenfirma. Es wurde einige Jahre still um ihn, was er dazu nutzte, um wieder vermehrt als DJ aufzutreten. 2001 erschien schließlich das nächste Album Organik, das durch einen experimentelleren Stil gekennzeichnet war. Der Track Trance Shapes fand 2002 Eingang in den Soundtrack des Films Die Bourne Identität. 2003 gründete Miles seine eigene Plattenfirma S:alt Records in London, mit Tonstudios in London und auf Ibiza. Studio !K7 in Berlin vertreibt das Label.
Mit Organik Remixes legte Miles 2002 auch noch ein Remixalbum nach, auf dem er u. a. mit The Future Sound of London zusammenarbeitete. Die Kollaboration mit Trilok Gurtu setzte er 2004 im Kollaboalbum Miles-Gurtu fort. 2008 wurde seine Single Children erneut aufgenommen, mit Children 2008 brachte Dave Darell eine Electro-House-Version des Titels in die europäischen Clubs. Nach längerer Pause meldete Miles selbst sich erst 2011 mit dem Album TH1RT3EN wieder zurück. 2012 erschien ein weiterer Remix des Tracks Children. Dieser stammt von den Schweizer DJs und Produzenten Mike Candys und Jack Holiday. Der Stil lässt sich in das Genre Electro-House einordnen. 2013 gründete er seinen Radiosender OpenLab auf Ibiza, wo er auch als Radiomacher bis zu seinem Tod arbeitete.
Miles starb am 9. Mai 2017 infolge einer neun Monate zuvor diagnostizierten Krebserkrankung im Alter von 47 Jahren auf Ibiza. Er hinterließ eine Tochter. Er lebte davor auch in New York und Berlin.

## Diskografie

### Studioalben
| Jahr | Titel                              | Höchstplatzierung, Gesamtwochen, AuszeichnungChartplatzierungen (Jahr, Titel, Platzierungen, Wochen, Auszeichnungen, Anmerkungen) | Höchstplatzierung, Gesamtwochen, AuszeichnungChartplatzierungen (Jahr, Titel, Platzierungen, Wochen, Auszeichnungen, Anmerkungen) | Höchstplatzierung, Gesamtwochen, AuszeichnungChartplatzierungen (Jahr, Titel, Platzierungen, Wochen, Auszeichnungen, Anmerkungen) | Höchstplatzierung, Gesamtwochen, AuszeichnungChartplatzierungen (Jahr, Titel, Platzierungen, Wochen, Auszeichnungen, Anmerkungen) | Höchstplatzierung, Gesamtwochen, AuszeichnungChartplatzierungen (Jahr, Titel, Platzierungen, Wochen, Auszeichnungen, Anmerkungen) | Höchstplatzierung, Gesamtwochen, AuszeichnungChartplatzierungen (Jahr, Titel, Platzierungen, Wochen, Auszeichnungen, Anmerkungen) | Anmerkungen                             | [↑]: gemeinsam behandelt mit vorhergehendem Eintrag; [←]: in beiden Charts platziert |
| Jahr | Titel                              | IT | DE | AT | CH | UK | US | Anmerkungen                             |                                                                                      |
| ---- | ---------------------------------- | --- | --- | --- | --- | --- | --- | --------------------------------------- | ------------------------------------------------------------------------------------ |
| 1996 | Dreamland                          | IT8 (22 Wo.)IT | DE2 Platin · (21 Wo.)DE | AT7 (16 Wo.)AT | CH2 Platin · (32 Wo.)CH | UK7 Platin · (53 Wo.)UK | US54 Gold · (23 Wo.)US | Erstveröffentlichung: 7. Juni 1996      |                                                                                      |
| 1996 | Dreamland (Limited Winter Edition) | —[DE: ↑][AT: ↑] | DE2 Platin · (21 Wo.)DE | AT7 (16 Wo.)AT | —[UK: ↑] | UK7 Platin · (53 Wo.)UK | — | Erstveröffentlichung: 26. November 1996 |                                                                                      |
| 1997 | 23am                               | IT33 (1 Wo.)IT | DE69 (2 Wo.)DE | — | CH18 (6 Wo.)CH | UK42 (5 Wo.)UK | — | Erstveröffentlichung: 23. November 1997 |                                                                                      |
| 2001 | Organik                            | — | — | — | — | — | — | Erstveröffentlichung: 11. Juni 2001     |                                                                                      |
| 2004 | Miles_Gurtu                        | — | — | — | — | — | — | Erstveröffentlichung: 10. Februar 2004  |                                                                                      |
| 2011 | TH1RtT3EN                          | — | — | — | — | — | — | Erstveröffentlichung: 7. Februar 2011   |                                                                                      |

### Remixalben
| Jahr | Titel      | Höchstplatzierung, Gesamtwochen, AuszeichnungChartsChartplatzierungen (Jahr, Titel, Platzierungen, Wochen, Auszeichnungen, Anmerkungen) | Anmerkungen                     |
| Jahr | Titel      | DE | Anmerkungen                     |
| ---- | ---------- | --- | ------------------------------- |
| 1997 | In the Mix | DE65 (3 Wo.)DE | Erstveröffentlichung: März 1997 |

Weitere Remixalben
- 1997: Renaissance Worldwide
- 2002: Organik Remixes
- 2011: TH1RtT3EN Remixes

### Singles
| Jahr | Titel Album                   | Höchstplatzierung, Gesamtwochen, AuszeichnungChartplatzierungen (Jahr, Titel, Album, Platzierungen, Wochen, Auszeichnungen, Anmerkungen) | Höchstplatzierung, Gesamtwochen, AuszeichnungChartplatzierungen (Jahr, Titel, Album, Platzierungen, Wochen, Auszeichnungen, Anmerkungen) | Höchstplatzierung, Gesamtwochen, AuszeichnungChartplatzierungen (Jahr, Titel, Album, Platzierungen, Wochen, Auszeichnungen, Anmerkungen) | Höchstplatzierung, Gesamtwochen, AuszeichnungChartplatzierungen (Jahr, Titel, Album, Platzierungen, Wochen, Auszeichnungen, Anmerkungen) | Höchstplatzierung, Gesamtwochen, AuszeichnungChartplatzierungen (Jahr, Titel, Album, Platzierungen, Wochen, Auszeichnungen, Anmerkungen) | Höchstplatzierung, Gesamtwochen, AuszeichnungChartplatzierungen (Jahr, Titel, Album, Platzierungen, Wochen, Auszeichnungen, Anmerkungen) | Anmerkungen                                                                                                 |
| Jahr | Titel Album                   | IT | DE | AT | CH | UK | US | Anmerkungen                                                                                                 |
| ---- | ----------------------------- | --- | --- | --- | --- | --- | --- | --- |
| 1995 | Children Dreamland            | IT1 Gold (2020) · (23 Wo.)IT | DE1 Platin · (29 Wo.)DE | AT1 (21 Wo.)AT | CH1 Platin · (33 Wo.)CH | UK2 ×3Dreifachplatin · (21 Wo.)UK | US21 (20 Wo.)US | Erstveröffentlichung: 14. November 1995                                                                     |
| 1996 | Fable Dreamland               | IT1 (19 Wo.)IT | DE3 (19 Wo.)DE | AT6 (12 Wo.)AT | CH3 (14 Wo.)CH | UK7 (14 Wo.)UK | — | Erstveröffentlichung: 27. Mai 1996                                                                          |
| 1996 | One and One Dreamland         | IT1 (22 Wo.)IT | DE5 Gold · (20 Wo.)DE | AT8 (17 Wo.)AT | CH6 (17 Wo.)CH | UK3 Gold · (19 Wo.)UK | US54 (19 Wo.)US | Erstveröffentlichung: 21. Oktober 1996 feat. Maria Nayler Platz 9 (2 Wo.) in den italienischen FIMI-Charts  |
| 1997 | Freedom 23am                  | IT7 (3 Wo.)IT | DE75 (9 Wo.)DE | — | CH41 (6 Wo.)CH | UK15 (5 Wo.)UK | — | Erstveröffentlichung: 10. November 1997 feat. Kathy Sledge Platz 2 (14 Wo.) in den italienischen M&D-Charts |
| 2001 | Paths Organik                 | — | — | — | — | UK74 (1 Wo.)UK | — | Erstveröffentlichung: Juli 2001 feat. Nina Miranda                                                          |
| 2020 | Bimbi per strada (Children) – | IT4 ×3Dreifachplatin · (30 Wo.)IT | — | — | CH81 (1 Wo.)CH | — | — | Erstveröffentlichung: 11. Juni 2020 mit Fedez                                                               |

Weitere Singles
- 1998: Full Moon
- 1998: Everyday Life
- 2002: Improvisations: Part 2
- 2002: Connections

## Auszeichnungen für Musikverkäufe
| Silberne Schallplatte - Frankreich - 1996: für die Single Fable Goldene Schallplatte - Australien - 1996: für das Album Dreamland - 1996: für die Single Children - Belgien - 1997: für das Album Dreamland - Dänemark - 2025: für die Single Children - Japan - 1997: für das Album Dreamland - Niederlande - 1996: für die Single Children - Norwegen - 1997: für die Single One and One - Schweden - 1996: für die Single Children - 1997: für die Single One and One - Spanien - 2024: für die Single Children | 2× Goldene Schallplatte - Frankreich - 1996: für das Album Dreamland Platin-Schallplatte - Belgien - 1996: für die Single Children - 1997: für die Single One and One - Europa - 1997: für das Album Dreamland - Frankreich - 1996: für die Single Children - Kanada - 1996: für das Album Dreamland - Neuseeland - 1996: für die Single Children - 1996: für das Album Dreamland - Norwegen - 1996: für die Single Children - Polen - 1997: für das Album Dreamland |

Anmerkung: Auszeichnungen in Ländern aus den Charttabellen bzw. Chartboxen sind in ebendiesen zu finden.
| Land/RegionAuszeichnungen für Musikverkäufe (Land/Region, Auszeichnungen, Verkäufe, Quellen) | Silber  | Gold       | Platin       | Verkäufe    | Quellen                   |
| -------------------------------------------------------------------------------------------- | ------- | ---------- | ------------ | ----------- | ------------------------- |
| Australien (ARIA)                                                                            | —       | 2× Gold2   | —            | 70.000      | aria.com.au               |
| Belgien (BRMA)                                                                               | —       | Gold1      | 2× Platin2   | 125.000     | ultratop.be               |
| Dänemark (IFPI)                                                                              | —       | Gold1      | —            | 45.000      | ifpi.dk                   |
| Deutschland (BVMI)                                                                           | —       | Gold1      | 2× Platin2   | 1.250.000   | musikindustrie.de         |
| Europa (IFPI)                                                                                | —       | —          | Platin1      | (1.000.000) | ifpi.org                  |
| Frankreich (SNEP)                                                                            | Silber1 | 2× Gold2   | Platin1      | 825.000     | snepmusique.com           |
| Italien (FIMI)                                                                               | —       | Gold1      | 3× Platin3   | 245.000     | fimi.it                   |
| Japan (RIAJ)                                                                                 | —       | Gold1      | —            | 100.000     | riaj.or.jp                |
| Kanada (MC)                                                                                  | —       | —          | Platin1      | 100.000     | musiccanada.com           |
| Neuseeland (RMNZ)                                                                            | —       | —          | 2× Platin2   | 25.000      | aotearoamusiccharts.co.nz |
| Niederlande (NVPI)                                                                           | —       | Gold1      | —            | 50.000      | nvpi.nl                   |
| Norwegen (IFPI)                                                                              | —       | Gold1      | Platin1      | 30.000      | ifpi.no                   |
| Polen (ZPAV)                                                                                 | —       | —          | Platin1      | 100.000     | olis.pl                   |
| Schweden (IFPI)                                                                              | —       | 2× Gold2   | —            | 40.000      | sverigetopplistan.se      |
| Schweiz (IFPI)                                                                               | —       | —          | 2× Platin2   | 100.000     | hitparade.ch              |
| Spanien (Promusicae)                                                                         | —       | Gold1      | —            | 30.000      | elportaldemusica.es       |
| Vereinigte Staaten (RIAA)                                                                    | —       | Gold1      | —            | 500.000     | riaa.com                  |
| Vereinigtes Königreich (BPI)                                                                 | —       | Gold1      | 4× Platin4   | 2.300.000   | bpi.co.uk                 |
| Insgesamt                                                                                    | Silber1 | 16× Gold16 | 20× Platin20 |             |                           |